# Robert Baker (Schauspieler, 1940)
Robert Baker (als Bob A. Baker; * 18. Mai 1940 in Kalifornien, USA; † 14. April 1993 in Los Angeles) war ein US-amerikanischer Schauspieler.
Robert Baker war ein Schüler und guter Freund von Bruce Lee, der ihn in Jeet Kune Do unterrichtete. Bekannt wurde Baker durch die Rolle des Russen Petrov im Film Todesgrüße aus Shanghai, wo er gegen Bruce Lee kämpfte. Baker hatte auch einen kleinen Auftritt in Lees nächstem Film Die Todeskralle schlägt wieder zu. In beiden Filmen war Baker auch als Stuntman tätig.
Baker spielte auch eine Rolle in dem Film Valley of the Double Dragon. Weiterhin trat Baker in einigen Dokumentationen über das Leben und die Karriere von Bruce Lee auf.
Baker starb am 14. April 1993 in Los Angeles im Alter von 52 Jahren an Krebs.

## Filmografie
- 1971: Bruce Lee – Fist of Fury (Petrov)
- 1972: Bruce Lee – Todesgrüße aus Shanghai (Jing wu men)
- 1972: Die Todeskralle schlägt wieder zu (Meng long guo jiang)
- 1974: Valley of the Double Dragon (Shuang long gu)